# Dropiatka
Dropiatka, dropnik, biegacz (Pedionomus torquatus) – gatunek małego ptaka będącego jedynym żyjącym przedstawicielem rodziny dropiatek (Pedionomidae), należącej do rzędu siewkowych (Charadriiformes). Jest endemitem australijskim. Gatunek zagrożony wyginięciem.

## Taksonomia
Gatunek opisał po raz pierwszy John Gould w roku 1841 pod obecną nazwą Pedionomus torquatus. Do lat 80. XX wieku dropiatkę włączano do rzędu żurawiowych w osobnej rodzinie, obok przepiórników (Turnicidae). W latach 80. wysunięto teorię, że gatunek powinien należeć do siewkowych (Charadriiformes). Początkowo wątpliwości wzbudziło porównanie szkieletów. Dropiatki nie zaliczono do przepiórników, które przypominają upierzeniem, ponieważ posiada parzyste tętnice szyjne, zachowała tylny palec oraz składa gruszkowate, nie owalne, jaja. Dalsze badania DNA wykazały pokrewieństwo z andówkami (Thinocoridae), wobec których dropiatka wykazuje podobieństwo w budowie wątroby i mięśni ud oraz kształcie jaja. Nie wyróżnia się podgatunków.

### Etymologia
Nazwa rodzajowa: gr. πεδιονομος pedionomos – mieszkaniec równin < πεδιον pedion – równina, od πεδον pedon – ziemia, od πους pous, ποδος podos – stopa; νομος nomos – miejsce zamieszkania, pastwisko, od νεμω nemō – konsumować. Epitet gatunkowy: łac. torquatus – obrożny, od torques – obroża, naszyjnik, od torquere – skręcać.

## Morfologia

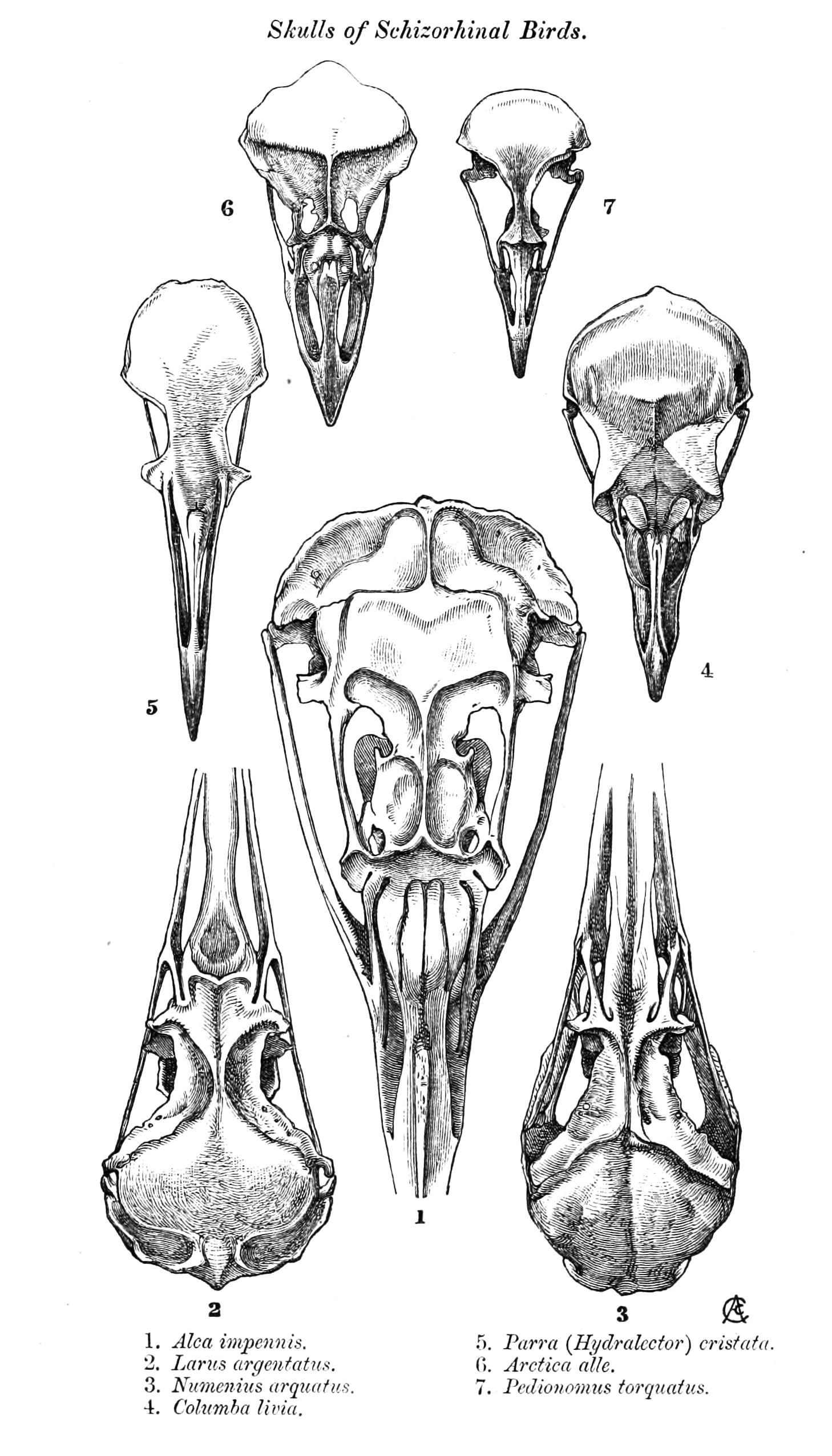
Czaszka dropiatki u góry po prawej (7) [kliknij aby powiększyć

Upierzenie maskujące, o płowym, brązowo-czarnym wzorze, z białą obrożą pokrytą czarnymi plamkami. Na piersi kasztanowa plama. Samice większe i jaskrawiej ubarwione.
Długość ciała wynosi 15–19 cm, rozpiętość skrzydeł 28–36 cm. Masa ciała samców wynosi 40–80 g, samic zaś 55–95 g.

## Zasięg występowania
Całkowity zasięg występowania szacowany jest na 32,6 tys. km². Występuje endemicznie w Australii. Odnotowana w północno-centralnej Wiktorii, wschodniej Australii Południowej, południowej Nowej Południowej Walii naokoło regionu Riverina oraz w zachodnio-centralnym Queenslandzie. Środowisko życia stanowią głównie nieużytkowane łąki i ugory.

## Behawior
Zaniepokojona dropiatka staje na palcach i wyciąga głowę. Lata niechętnie, preferuje skulenie się pod osłoną lub pieszą ucieczkę. Żywi się drobnymi nasionami i owadami. Zawołanie stanowi niskie huu-huu. Nie prowadzi wędrówek – wahania liczebności w danym miejscu spowodowane są polowaniami.

## Lęgi
Sezon lęgowy trwa cały rok z wyjątkiem marca i kwietnia. Samica inicjuje zaloty, a po kopulacji i złożeniu jaj zostawia samcowi opiekę nad lęgiem. Gniazdo stanowi zagłębienie w ziemi wyściełane trawą. Zniesienie liczy 2–5 jaj, zazwyczaj 4. Inkubacja trwa 23 dni, zaś pisklęta opuszczają gniazdo zaraz po wylęgu.

## Status, zagrożenia i ochrona
Przez IUCN dropiatka klasyfikowana jest od 2022 roku jako gatunek zagrożony (EN, Endangered). Wcześniej, od 2017 roku uznawana za gatunek krytycznie zagrożony (CR, Critically Endangered), od 2000 – za gatunek zagrożony (EN, Endangered), a od 1994 roku za gatunek narażony (VU, Vulnerable). Populacja oszacowana przez BirdLife International wynosi nie więcej niż 5000 dorosłych osobników. Zagrożenie stanowi zagospodarowywanie obszarów trawiastych oraz wypasanie bydła, co prowadzi do pustynnienia tych terenów, nie dając dropiatkom możliwości ukrycia się. Zasiedla 4 obszary uznane za Important Bird Area, w tym Riverina Plains utworzony ze względu na dropiatki; w obszarze tego IBA zawiera się Park Narodowy Oolambeyan oraz rezerwat jeziora Urana.